# Nissan Primera P11
| Sterne im Euro-NCAP-Crashtest (1997) |

Die Baureihe P11 des Autoherstellers Nissan war das zweite Modell des Primera und zählt zur Mittelklasse. Bis zum ersten Facelift war neben der Limousine mit Stufen- oder Schrägheck kein Traveller (Kombi) erhältlich. Um diese Lücke zu schließen, wurde der Kombi der vorherigen Generation weiterhin verkauft. Der Primera P11 wurde in den USA als Infiniti G20 verkauft.

## Primera P11 (1996–1997)
Die offizielle Einführung des Primera P11 war im September 1996 als Stufenheck und Schrägheck. Eine Kombiversion dieses Modells wurde bis zum ersten Facelift nicht gebaut, stattdessen stand weiterhin der W10 Traveller des Vorgängermodells zur Verfügung. Die Neuauflage des Primera war in sämtlichen Dimensionen gewachsen und bot im Innenraum mehr Platz. Auch konnte der P11 mit stark verbesserter Sicherheitsausstattung aufwarten. So waren Doppelairbags vorne, Gurtstraffer und ABS in jeder Version serienmäßig mit an Bord.
Das Fahrwerk wurde ebenfalls stark verbessert. Zwar stammte die Doppelquerlenker-Vorderachse noch aus dem Vorgängermodell Primera P10, doch wurde die Hinterachsaufhängung komplett geändert. Zum Einsatz kam die sogenannte Kompaktlenker-Hinterachse, bei der ein Scott-Russell-Gestänge verbaut ist. Diese wurde zwar bereits im Almera N15 und Maxima A32 eingesetzt, jedoch wurde die Kompaktlenker-Hinterachse im Primera P11 erstmals mit der Doppelquerlenker-Vorderachse kombiniert. Das auf der Nürburgring Nordschleife abgestimmte Fahrwerk erntete gute Kritiken für sein Handling.

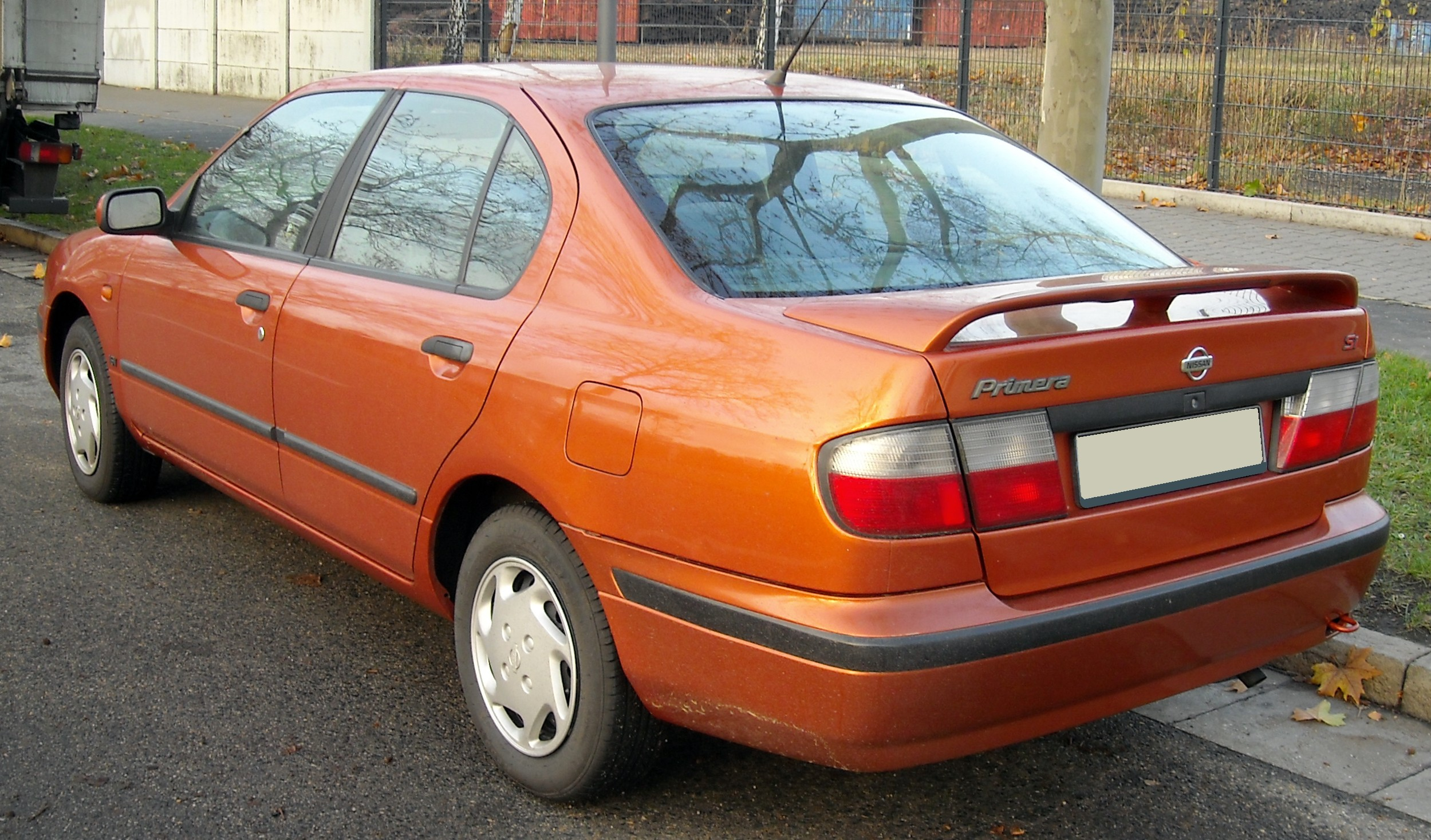
Heckansicht
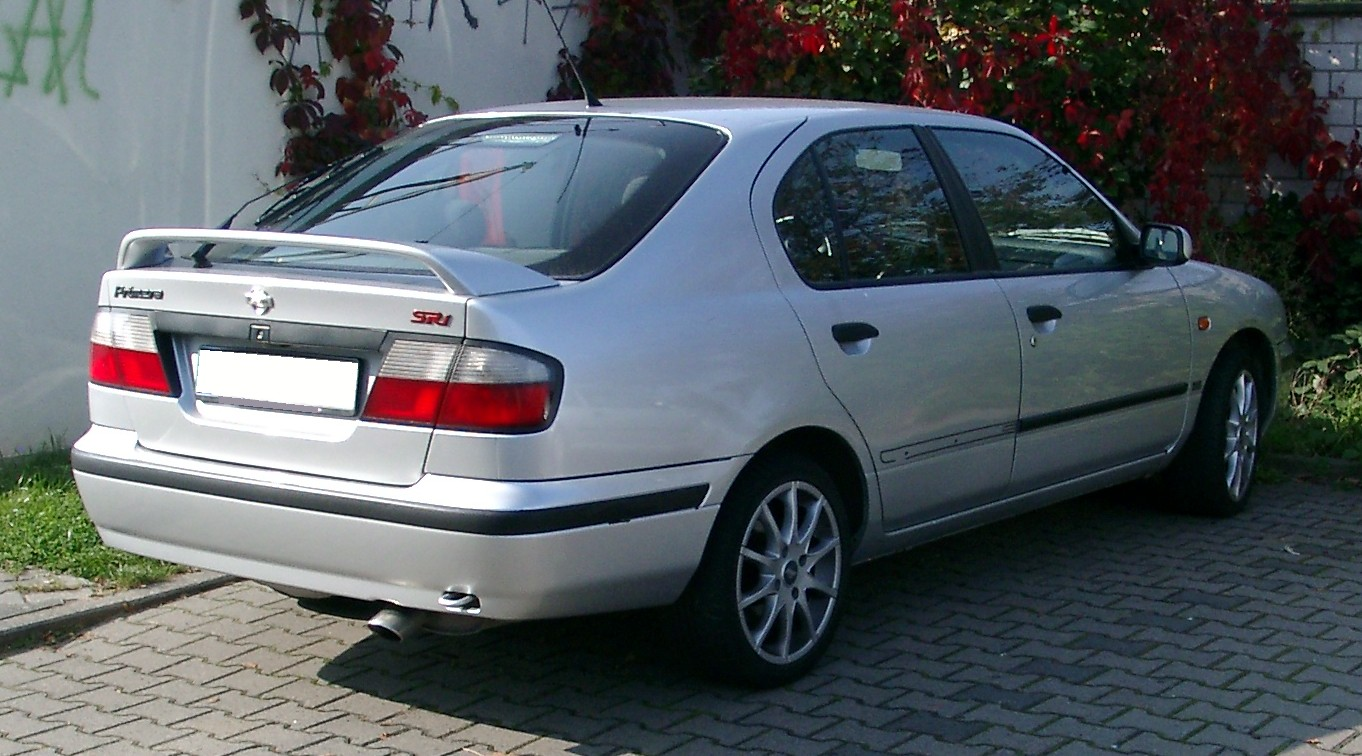
Nissan Primera Schrägheck (1996–1997)

### Ausstattungsvarianten
- GX: stellte die Basisversion dar, ausgerüstet mit Servolenkung, Zentralverriegelung, ausschließlich mit 1,6l-Motor
- Si: diese Ausstattung war die sportlichere Basisvariante, ausgerüstet mit Lederlenkrad, Sportsitzen, Heckspoiler und Nebelscheinwerfern, nur mit 1,6l-Motor
- SLX: diese Ausstattung war die Normalausstattung mit Velourssitzen, elektr. Fensterhebern und Spiegelverstellung, jedoch serienmäßig ohne Klimaanlage
- SRi: die sportliche Normalausstattung mit Lederlenkrad, Sportsitzen, ZV, Sportfahrwerk, Domstreben, Heckspoiler
- SE: Luxusausstattung mit Klimaanlage, Velours, Lederlenkrad, BC, ZV mit Fernbedienung, LM-Felgen, Holzdekor, elektr. Fensterhebern, Chromgriffen, gegen Aufpreis auch mit Lederausstattung. Ausschließlich mit 2,0-l-Motorisierung
- GT: der Primera GT war das Topmodell des P11, ausgestattet mit Teilleder-Sportsitzen, Lederlenkrad, elektrischen Fensterhebern, Klimaanlage, Domstreben, Sportfahrwerk, Seitenschwellern, verlängerten Front- und Heckschürzen, Heckspoiler, BC, ZV mit Fernbedienung. Dieses Modell war ab April 1997 nur mit 2,0l-Motor (SR20DE) (150 PS) und als Stufenheck erhältlich. Es diente als Homologationsmodell für die Primera, die im Tourenwagensport eingesetzt wurden.
- SportLine: Sonderedition von 50 roten und 50 schwarzen Fahrzeugen. Diese Edition basiert auf dem GT und ist unter anderem zusätzlich mit Tieferlegungsfedern, 17" Alufelgen, Sportpedalen und „Sportline“-Schriftzügen ausgestattet.[5]

### Motorisierung
Zum Verkaufsstart des Primera P11 standen drei Ottomotor mit Saugrohreinspritzung sowie ein Dieselmotor zur Verfügung. Die Benzinmotoren stammten mit leichten Modifikationen aus dem Vorgängermodell P10, nur ein 2,0l-Motor mit 131 PS wurde neu in das Programm aufgenommen. Zu den Ottomotoren kam ein neuer 2,0l-Turbodiesel mit Wirbelkammereinspritzung und 90 PS hinzu. Der Turbodiesel wurde nicht neu entwickelt, sondern es handelte sich dabei um den bekannten CD20-Diesel aus dem P10 und Sunny. Es wurde lediglich ein permanent arbeitender Turbolader eingesetzt und der Motor erhielt die Bezeichnung CD20T. Im April 1997 wurde das Motorenangebot durch ein Sportmodell, den GT, mit 150 PS Leistung aus einem 2,0l-Motor erweitert.
Als Motorisierung wurden von Nissan nur Motoren angeboten, die als Reihenvierzylinder ausgelegt waren. Die Benziner verfügen über 16 Ventile, welche mittels einer Steuerkette über zwei obenliegende Nockenwellen (DOHC) angetrieben werden. Der Dieselmotor hat indes nur 8 Ventile, die über eine oben liegende Nockenwelle (OHC) betrieben werden. Hier erfolgt die Ventilsteuerung durch einen Zahnriemen.
|                                             | 1,6                        | 2,0                         | 2,0 SRi/SE                  | 2,0 GT                       | 2,0 TD                     |
| Bauzeitraum                                 | 06/1996–08/1997            | 06/1996–08/1997             | 06/1996–08/1997             | 01/1997–08/1997              | 06/1996–08/1997            |
| Karosserievariante                          | Stufenheck, Steilheck      | Stufenheck, Steilheck       | Stufenheck, Steilheck       | Stufenheck                   | Stufenheck, Steilheck      |
| Motorkenndaten                              |                            |                             |                             |                              |                            |
| Motortyp                                    | R4-Ottomotor               | R4-Ottomotor                | R4-Ottomotor                | R4-Ottomotor                 | R4-Dieselmotor             |
| Anzahl Ventile pro Zylinder                 | 4                          | 4                           | 4                           | 4                            | 2                          |
| Ventilsteuerung                             | DOHC, Kette                | DOHC, Kette                 | DOHC, Kette                 | DOHC, Kette                  | OHC, Zahnriemen            |
| Gemischaufbereitung                         | Saugrohreinspritzung       | Saugrohreinspritzung        | Saugrohreinspritzung        | Saugrohreinspritzung         | Wirbelkammereinspritzung   |
| Motoraufladung                              | —                          | —                           | —                           | —                            | Turbolader                 |
| Kühlung                                     | Wasserkühlung              | Wasserkühlung               | Wasserkühlung               | Wasserkühlung                | Wasserkühlung              |
| Motorkennung                                | GA16DE                     | SR20De                      | SR20De                      | SR20DE                       | CD20T                      |
| Bohrung × Hub                               | 76,0 × 88,0 mm             | 86,0 × 86,0 mm              | 86,0 × 86,0 mm              | 86,0 × 86,0 mm               | 84,5 × 88,0 mm             |
| Hubraum                                     | 1597 cm³                   | 1998 cm³                    | 1998 cm³                    | 1998 cm³                     | 1974 cm³                   |
| Verdichtungsverhältnis                      | 9,8:1                      | 10,0:1                      | 10,0:1                      | 10,0:1                       | 22,2:1                     |
| max. Leistung                               | 66 kW (90 PS) bei 6000/min | 85 kW (115 PS) bei 5600/min | 96 kW (131 PS) bei 5600/min | 110 kW (150 PS) bei 6100/min | 66 kW (90 PS) bei 4400/min |
| max. Drehmoment                             | 136 Nm bei 4000/min        | 166 Nm bei 4800/min         | 173 Nm bei 4800/min         | 181 Nm bei 4800/min          | 177 Nm bei 2400/min        |
| Kraftübertragung                            |                            |                             |                             |                              |                            |
| Antrieb                                     | Vorderradantrieb           | Vorderradantrieb            | Vorderradantrieb            | Vorderradantrieb             | Vorderradantrieb           |
| Getriebe                                    | 5-Gang-Schaltgetriebe      | 5-Gang-Schaltgetriebe       | 5-Gang-Schaltgetriebe       | 5-Gang-Schaltgetriebe        | 5-Gang-Schaltgetriebe      |
| Messwerte                                   |                            |                             |                             |                              |                            |
| Höchstgeschwindigkeit                       | 178 km/h                   | 198 km/h                    | 205 km/h                    | 218 km/h                     | 174 km/h                   |
| Beschleunigung, 0–100 km/h                  | 11,7 s                     | 9,8 s                       | 9,6 s                       | 8,6 s                        | 13,9 s                     |
| Kraftstoffverbrauch auf 100 km (kombiniert) | 7,3 l S                    | 7,9 l S                     | 7,9 l S                     | 8,1 l S                      | 6,7 l D                    |

## Primera P11-120 (1997–1999)
Das erste Facelift des P11 erfolgte bereits im September 1997 und der Primera wurde daraufhin intern als P11-120 bezeichnet. Es wurden einige technische und optische Änderungen vorgenommen sowie die Ausstattung der Varianten überarbeitet. Die 1,6- und 2,0l-Triebwerke bekamen eine Leistungssteigerung und die Sicherheitsausstattung wurde verbessert. Ab sofort erhielten alle 2,0-Modelle eine größere Bremsanlage an der Vorderachse mit 280 mm Durchmesser, wie zuvor auch im GT verbaut. Außerdem wurde eine elektronische Bremskraftverteilung (EBD) eingeführt und Seitenairbags wurden serienmäßig. Die überarbeitete Version unterscheidet sich optisch kaum vom Vorgänger und gibt sich hauptsächlich durch die Änderung der Rückleuchten zu erkennen, bei denen die Blinker nun in gelb anstatt in weiß sind.
Erstmals wurde mit dem Facelift ein Traveller auf der Basis des Primera P11 als WP11-120 eingeführt. Dieser löste die bis dato immer noch verkaufte Kombiversion der vorhergegangenen Generation des Primera ab und wurde wie die Limousine bei Nissan Motor Manufacturing (UK) in Sunderland gefertigt.

### Ausstattungsvarianten
Die Ausstattungsvarianten wurden mit diesem Modell neu benannt. Der GX wurde zur Basis-Ausstattung, Si und SRi unter Motion zusammengefasst, SLX zu Competence, SE zu Ambiente und GT zu TopSport. Zusätzlich gab es in den Ausstattungen ab sofort eine Mittelarmlehne hinten.
Auch vom Facelift gab es eine Sonderedition, die auf dem TopSport basierte. Sie wurde STWline genannt und war auf 200 Fahrzeuge limitiert. Zusätzlich verfügte dieses Modell über Cromaflair-(Flip-Flop)-Lack, 17"-Leichtmetallfelgen (eine Sonderserie von BBS), Leder-Sportsitze, Tieferlegung, Aluminiumdekor im Innenraum und Edelstahleinstiegsleisten.

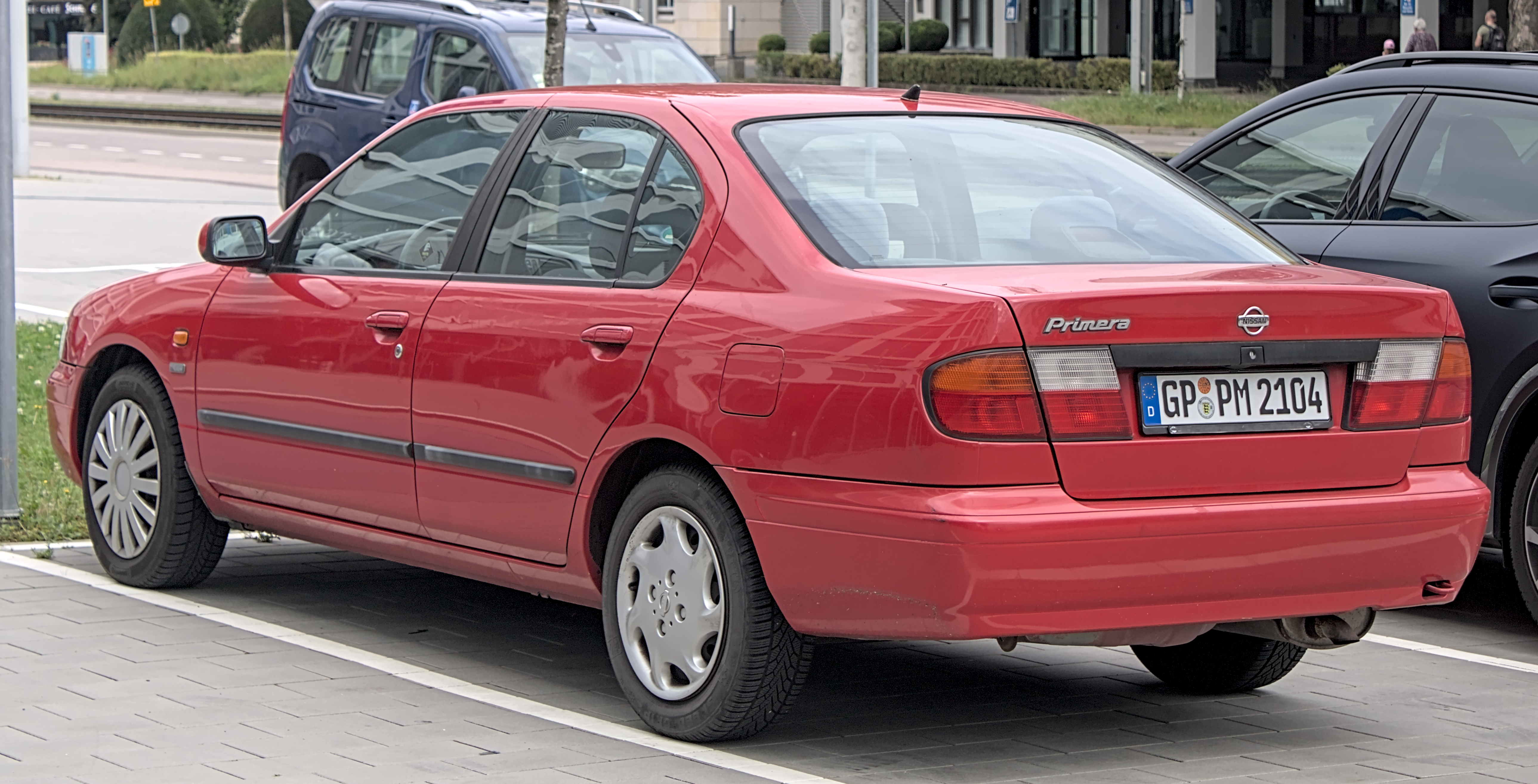
Heckansicht
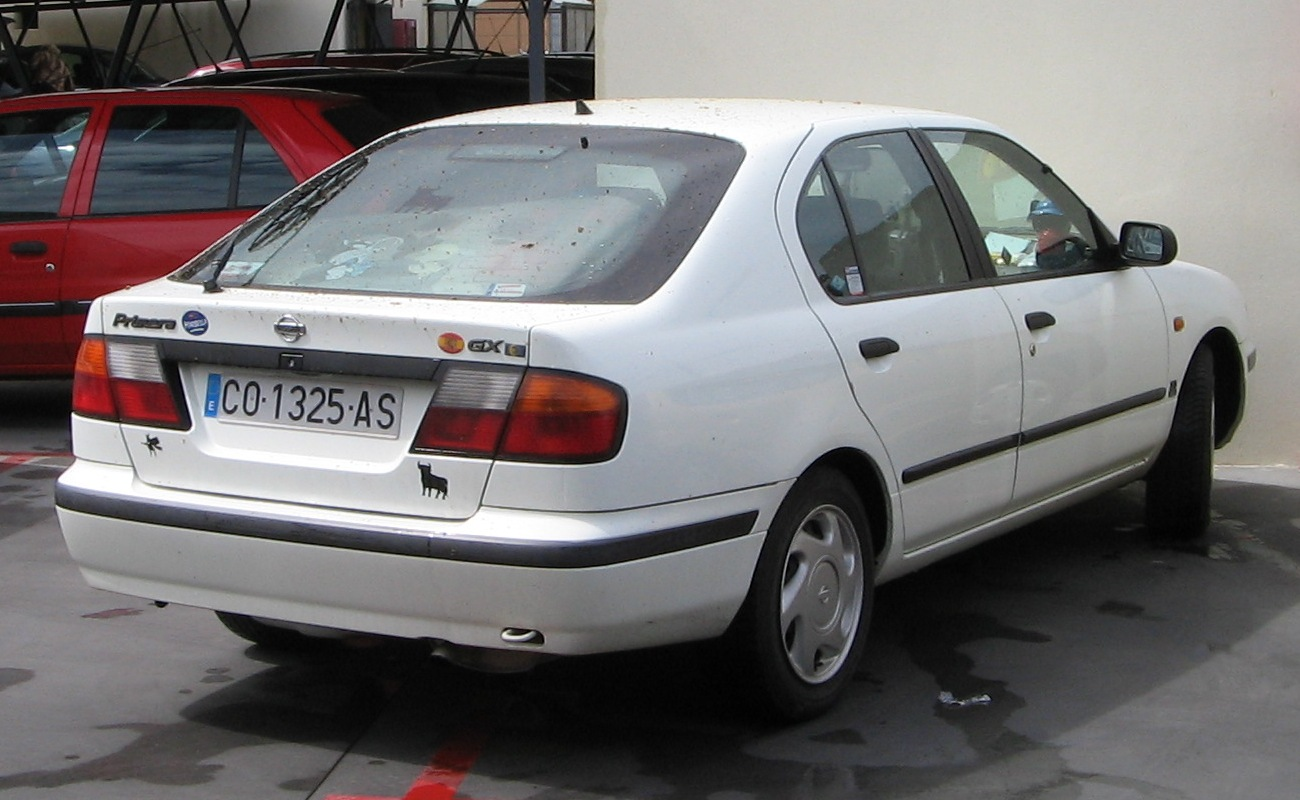
Nissan Primera Schrägheck
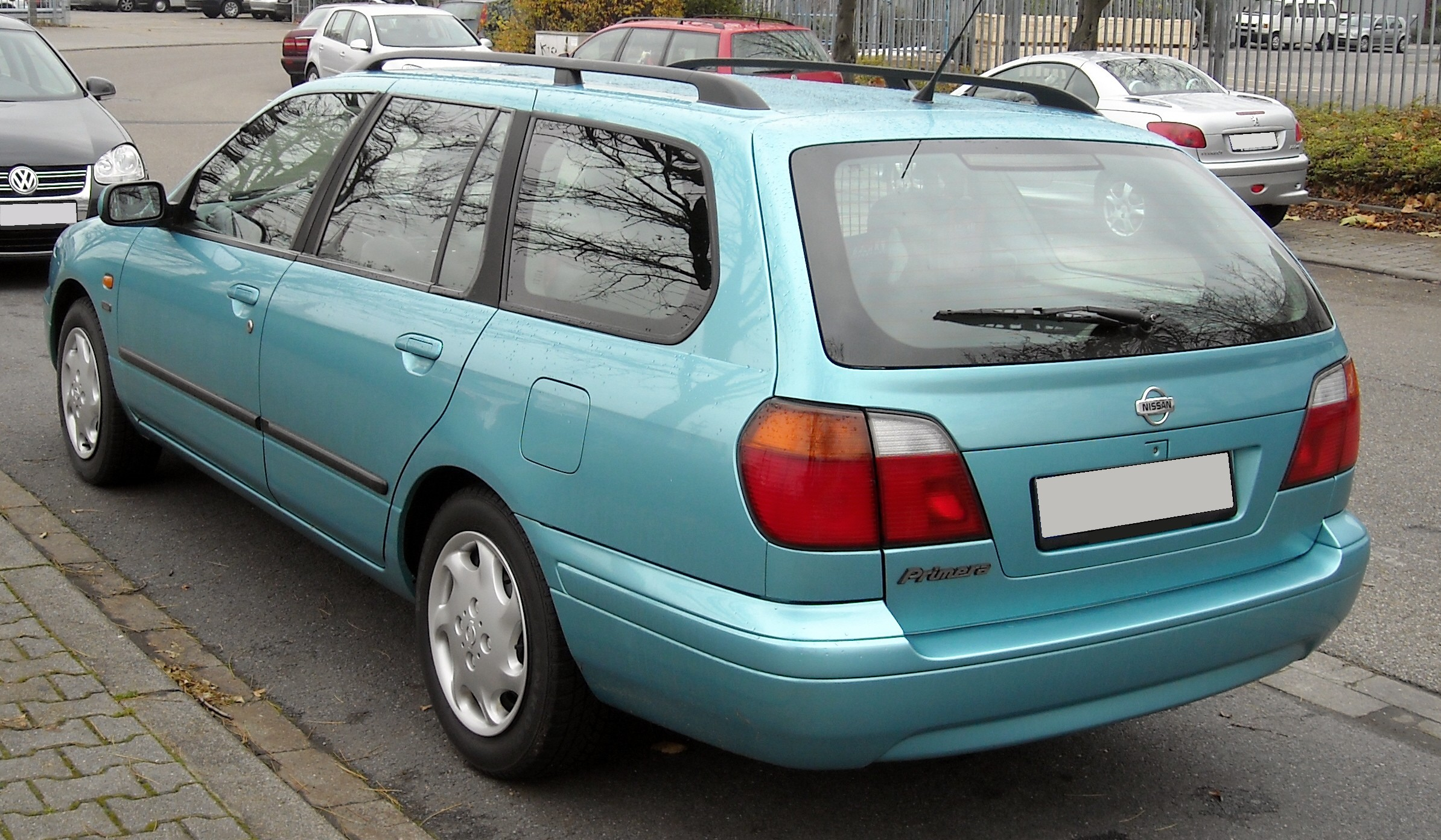
Nissan Primera Traveller

### Motorisierung
Im Zuge der Modellpflege wurden die Motoren überarbeitet. Der 1,6 leistete jetzt 100 PS, und der 2,0 mit 115 PS wurde aus dem Angebot genommen.
|                             | 1,6                        | 2,0                         | 2,0 TopSport/STWline         | 2,0 TD                     |
| Bauzeitraum                 | 09/1997–07/1999            | 09/1997–07/1999             | 09/1997–07/1999              | 09/1997–07/1999            |
| Karosserievariante          | Limousine, Kombi           | Limousine, Kombi            | Limousine                    | Limousine, Kombi           |
| Motorkenndaten              |                            |                             |                              |                            |
| Motortyp                    | R4-Ottomotor               | R4-Ottomotor                | R4-Ottomotor                 | R4-Dieselmotor             |
| Anzahl Ventile pro Zylinder | 4                          | 4                           | 4                            | 2                          |
| Ventilsteuerung             | DOHC, Kette                | DOHC, Kette                 | DOHC, Kette                  | OHC, Zahnriemen            |
| Gemischaufbereitung         | Saugrohreinspritzung       | Saugrohreinspritzung        | Saugrohreinspritzung         | Wirbelkammereinspritzung   |
| Motoraufladung              | —                          | —                           | —                            | Turbolader                 |
| Kühlung                     | Wasserkühlung              | Wasserkühlung               | Wasserkühlung                | Wasserkühlung              |
| Motorkennung                | GA16DE                     | SR20DE                      | SR20DE                       | CD20T                      |
| Bohrung × Hub               | 76,0 × 88,0 mm             | 86,0 × 86,0 mm              | 86,0 × 86,0 mm               | 84,5 × 88,0 mm             |
| Hubraum                     | 1597 cm³                   | 1998 cm³                    | 1998 cm³                     | 1974 cm³                   |
| Verdichtungsverhältnis      | 9,8:1                      | 9,5:1                       | 10,0:1                       | 22,2:1                     |
| max. Leistung               | 73 kW (99 PS) bei 6000/min | 96 kW (131 PS) bei 5600/min | 110 kW (150 PS) bei 6100/min | 66 kW (90 PS) bei 4400/min |
| max. Drehmoment             | 136 Nm bei 4000/min        | 170 Nm bei 4800/min         | 181 Nm bei 4800/min          | 177 Nm bei 2400/min        |
| Kraftübertragung            |                            |                             |                              |                            |
| Antrieb                     | Vorderradantrieb           | Vorderradantrieb            | Vorderradantrieb             | Vorderradantrieb           |
| Getriebe, serienmäßig       | 5-Gang-Schaltgetriebe      | 5-Gang-Schaltgetriebe       | 5-Gang-Schaltgetriebe        | 5-Gang-Schaltgetriebe      |
| Getriebe, optional          | —                          | 4-Stufen-Automatikgetriebe  | —                            | —                          |
| Messwerte (Limousine)       |                            |                             |                              |                            |
| Höchstgeschwindigkeit       | 180 km/h                   | 205 km/h (198 km/h)         | 218 km/h                     | 174 km/h                   |
| Beschleunigung, 0–100 km/h  | 12,0 s                     | 9,6 s (11,2 s)              | 8,6 s                        | 13,9 s                     |
| Messwerte (Kombi)           |                            |                             |                              |                            |
| Höchstgeschwindigkeit       | 175 km/h                   | 200 km/h (190 km/h)         | —                            | 170 km/h                   |
| Beschleunigung, 0–100 km/h  | 12,8 s                     | 10,5 s (11,7 s)             | —                            | 14,6 s                     |
| 1.                          |                            |                             |                              |                            |

## Primera P11-144 (1999–2002)
Dem P11 war nur in Europa mit der Version P11-144 ein umfangreicheres Facelift beschieden. Es erfolgte im September 1999 und ist im Unterschied zu den Vorgängermodellen sofort zu erkennen an einer geänderten Front, einem geänderten Heck und einer entsprechenden Seitenlinie (Schweller, Zierleisten usw.). Im Innenraum wurden neue Sitze und Instrumente verbaut und auch das Armaturenbrett blieb nicht unverändert.
Trotz starker Änderungen am Blechkleid der Limousine blieb deren Radstand und Fahrwerk unverändert, dennoch wuchs die Außenlänge der Karosserie um insgesamt 26 mm. Die Scheinwerfer und Rückleuchten waren in Klarglasoptik gehalten und an der Kofferraumklappe wurde zusätzlich eine elektrische Entriegelung angebracht.
Das Äußere des Traveller, der in dieser Version als WP11-144 bezeichnet wird, veränderte sich allerdings nicht so stark wie die Limousine. Die Grundform der Rohkarosserie blieb nahezu unverändert. An der Front wurde dem Kombi das neue Gesicht verpasst und die Seitenlinie erhielt eine Auffrischung durch neue Schweller und Zierleisten. Die Heckpartie wurde bis auf die Stoßstange unverändert vom vorigen Modell übernommen und somit blieb auch die Entriegelung der Kofferraumklappe mechanisch.
Zusätzlich wurde die Motorenpalette überarbeitet sowie einige technische Änderungen durchgeführt. Die Sicherheitsausstattung wurde um serienmäßige Kopfairbags ergänzt und eine geänderte Bremsanlage, die weiterhin über EBD verfügte, mit mechanischem Bremsassistent verbaut. Die Ausstattungsvarianten wurden mit serienmäßiger Klimaautomatik und Xenonlicht bei den 2,0-Modellen sowie auch beim 1,8 Elegance verfeinert.
Ende 2000 wurden am P11-144 noch einmal Änderungen durchgeführt, einige davon waren vom Konzernbruder Renault vorgeschriebene Einsparungsmaßnahmen. So wurden Dichtungen an der Motorhaube, der Heckklappe und den Scheinwerfern sowie doppelt vorhandene Dichtungen an den Türen entfernt. Eine erneute Änderung der Bremsanlage durch einen anderen Bremskraftverstärker und kleinere Bremsscheiben an der Hinterachse sowie der Wegfall der Sport-Ausstattung waren weitere Maßnahmen. Außerdem wurde der 1,6l-Motor überarbeitet. Die letzte Version der P11-Reihe ist daran zu erkennen, dass sich die Antenne nunmehr im vorderen Dachbereich befindet und ein verändertes Lenkrad verbaut wurde.
Im Juni 2002 wurde der Modellwechsel zum Nachfolger Primera P12 durchgeführt.

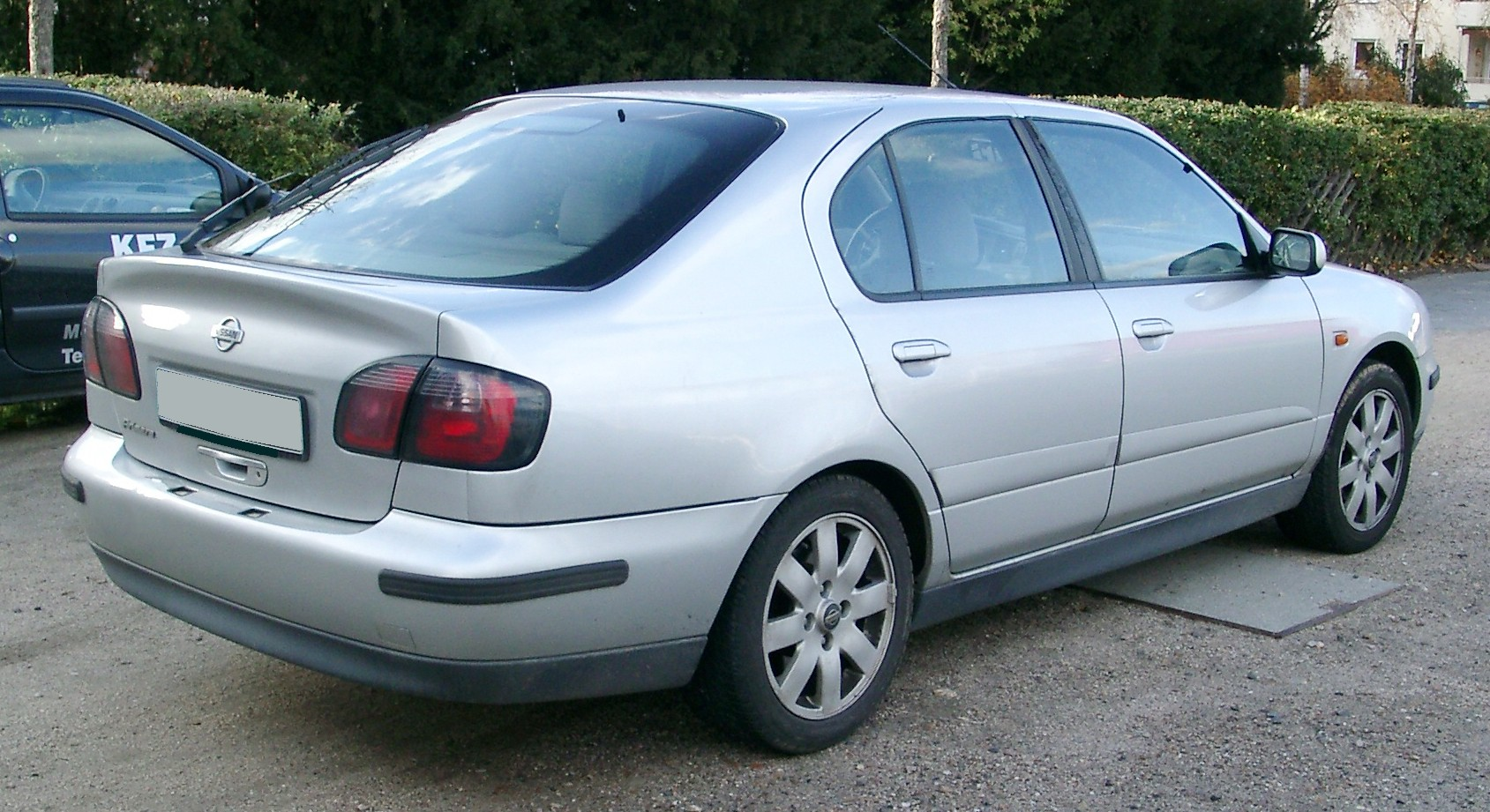
Heckansicht
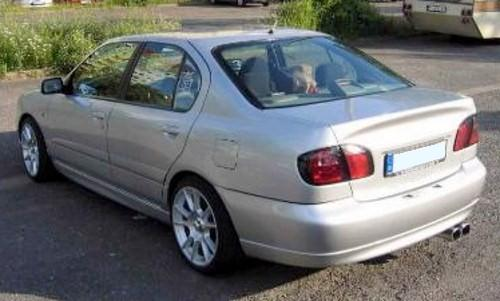
Nissan Primera Stufenheck
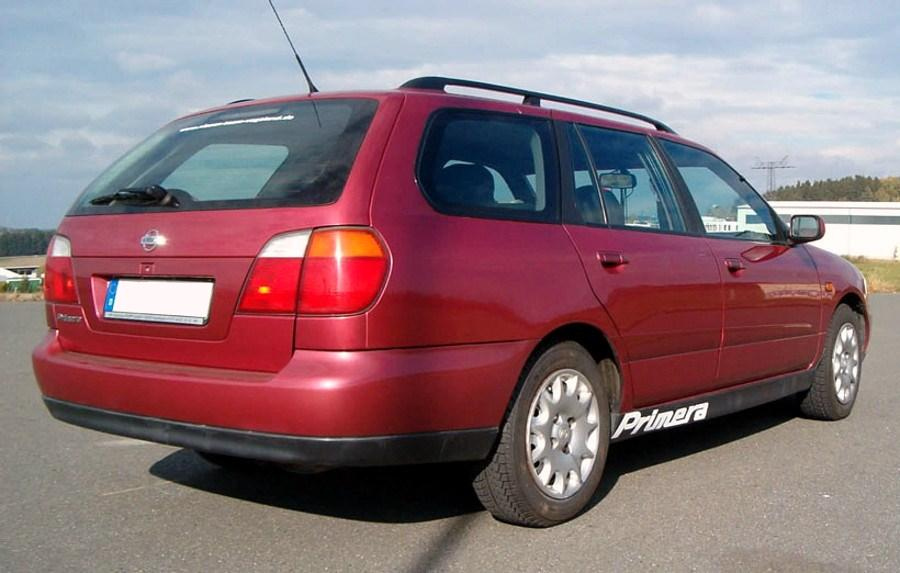
Nissan Primera Traveller

### Ausstattungsvarianten
- Basis: ZV (nur 1,6 und 1,8)
- Comfort: ZV mit FB, eFH, NSW (2,0: Xenon), Lederlenkrad, Radio
- Sport: ZV mit FB, eFH, NSW, Sportfahrwerk (nur 2,0 als Limousine), Sportsitze, Leder-Lenkrad, Xenon, Radio
- Elegance: ZV mit FB, eFH, NSW, Xenon, Holz-Leder-Lenkrad, Sitzheizung, Radio mit CD-Wechsler, Klima-Automatik
- Family: ZV mit FB, eFH, NSW, Klima-Automatik, Radio mit CD-Wechsler
- Family Plus: ZV mit FB, eFH, NSW, Klima-Automatik, Radio mit CD-Wechsler, Xenon-Scheinwerfern

### Motorisierung
Mit der Einführung des P11-144 wurde das Motorenangebot erneut überarbeitet. Zum Verkaufsstart war für den Primera in Europa erstmals ein 1,8l-Vierzylindermotor mit 113 PS verfügbar, dessen Ventilsteuerung ebenfalls über zwei obenliegende Nockenwellen und eine Steuerkette erfolgt. Weiterhin wurde der 2,0l-Motor mit 131 PS aus dem Programm genommen und die 150-PS-Version auf 140 PS gedrosselt. Der 1,6l-Benziner (bis Anfang 2001) und der Dieselmotor blieben unverändert.
|                                             | 1,6                        | 1,6                         | 1,8                         | 2,0                          | 2,0 TD                     |
| Bauzeitraum                                 | 08/1999–12/2000            | 12/2000–03/2002             | 08/1999–03/2002             | 08/1999–03/2002              | 08/1999–03/2002            |
| Karosserievariante                          | Limousine, Kombi           | Limousine                   | Limousine, Kombi            | Limousine, Kombi             | Limousine, Kombi           |
| Motorkenndaten                              |                            |                             |                             |                              |                            |
| Motortyp                                    | R4-Ottomotor               | R4-Ottomotor                | R4-Ottomotor                | R4-Ottomotor                 | R4-Dieselmotor             |
| Anzahl Ventile pro Zylinder                 | 4                          | 4                           | 4                           | 4                            | 2                          |
| Ventilsteuerung                             | DOHC, Kette                | DOHC, Kette                 | DOHC, Kette                 | DOHC, Kette                  | OHC, Zahnriemen            |
| Gemischaufbereitung                         | Saugrohreinspritzung       | Saugrohreinspritzung        | Saugrohreinspritzung        | Saugrohreinspritzung         | Wirbelkammereinspritzung   |
| Motoraufladung                              | —                          | —                           | —                           | —                            | Turbolader                 |
| Kühlung                                     | Wasserkühlung              | Wasserkühlung               | Wasserkühlung               | Wasserkühlung                | Wasserkühlung              |
| Motorkennung                                | GA16DE                     | QG16DE                      | QG18DE                      | SR20DE                       | CD20T                      |
| Bohrung × Hub                               | 76,0 × 88,0 mm             | 76,0 × 88,0 mm              | 80,0 × 88,0 mm              | 86,0 × 86,0 mm               | 84,5 × 88,0 mm             |
| Hubraum                                     | 1597 cm³                   | 1597 cm³                    | 1769 cm³                    | 1998 cm³                     | 1974 cm³                   |
| Verdichtungsverhältnis                      | 9,8:1                      | k. A.                       | 9,5:1                       | 10,0:1                       | 22,2:1                     |
| max. Leistung                               | 73 kW (99 PS) bei 6000/min | 78 kW (106 PS) bei 6000/min | 83 kW (113 PS) bei 5600/min | 103 kW (140 PS) bei 5800/min | 66 kW (90 PS) bei 4400/min |
| max. Drehmoment                             | 136 Nm bei 4000/min        | 140 Nm bei 4000/min         | 158 Nm bei 2800/min         | 181 Nm bei 4800/min          | 177 Nm bei 2400/min        |
| Kraftübertragung                            |                            |                             |                             |                              |                            |
| Antrieb                                     | Vorderradantrieb           | Vorderradantrieb            | Vorderradantrieb            | Vorderradantrieb             | Vorderradantrieb           |
| Getriebe, serienmäßig                       | 5-Gang-Schaltgetriebe      | 5-Gang-Schaltgetriebe       | 5-Gang-Schaltgetriebe       | 5-Gang-Schaltgetriebe        | 5-Gang-Schaltgetriebe      |
| Getriebe, optional                          | —                          | —                           | —                           | Stufenloses CVT-Getriebe     | —                          |
| Messwerte (Limousine)                       |                            |                             |                             |                              |                            |
| Höchstgeschwindigkeit                       | 180 km/h                   | 186 km/h                    | 196 km/h                    | 210 km/h (202 km/h)          | 175 km/h                   |
| Beschleunigung, 0–100 km/h                  | 12,0 s                     | 12,0 s                      | 11,0 s                      | 9,6 s (11,5 s)               | 14,0 s                     |
| Kraftstoffverbrauch auf 100 km (kombiniert) | 7,2 l S                    | k. A.                       | 7,3 l S                     | 8,1 l S (8,5 l S)            | 6,5 l D                    |
| CO2-Emission (kombiniert)                   | 186 g/km                   | k. A.                       | 180 g/km                    | 195 g/km (206 g/km)          | 179 g/km                   |
| Messwerte (Kombi)                           |                            |                             |                             |                              |                            |
| Höchstgeschwindigkeit                       | 176 km/h                   | —                           | 191 km/h                    | 205 km/h (195 km/h)          | 170 km/h                   |
| Beschleunigung, 0–100 km/h                  | 12,8 s                     | —                           | 11,7 s                      | 11,5 s (12,0 s)              | 14,6 s                     |
| Kraftstoffverbrauch auf 100 km (kombiniert) | 7,5 l S                    | —                           | 7,4 l S                     | 8,3 l S (8,7 l S)            | 6,7 l D                    |
| CO2-Emission (kombiniert)                   | 194 g/km                   | —                           | 186 g/km                    | 200 g/km (211 g/km)          | 186 g/km                   |
| 1.                                          |                            |                             |                             |                              |                            |

## Motorsport

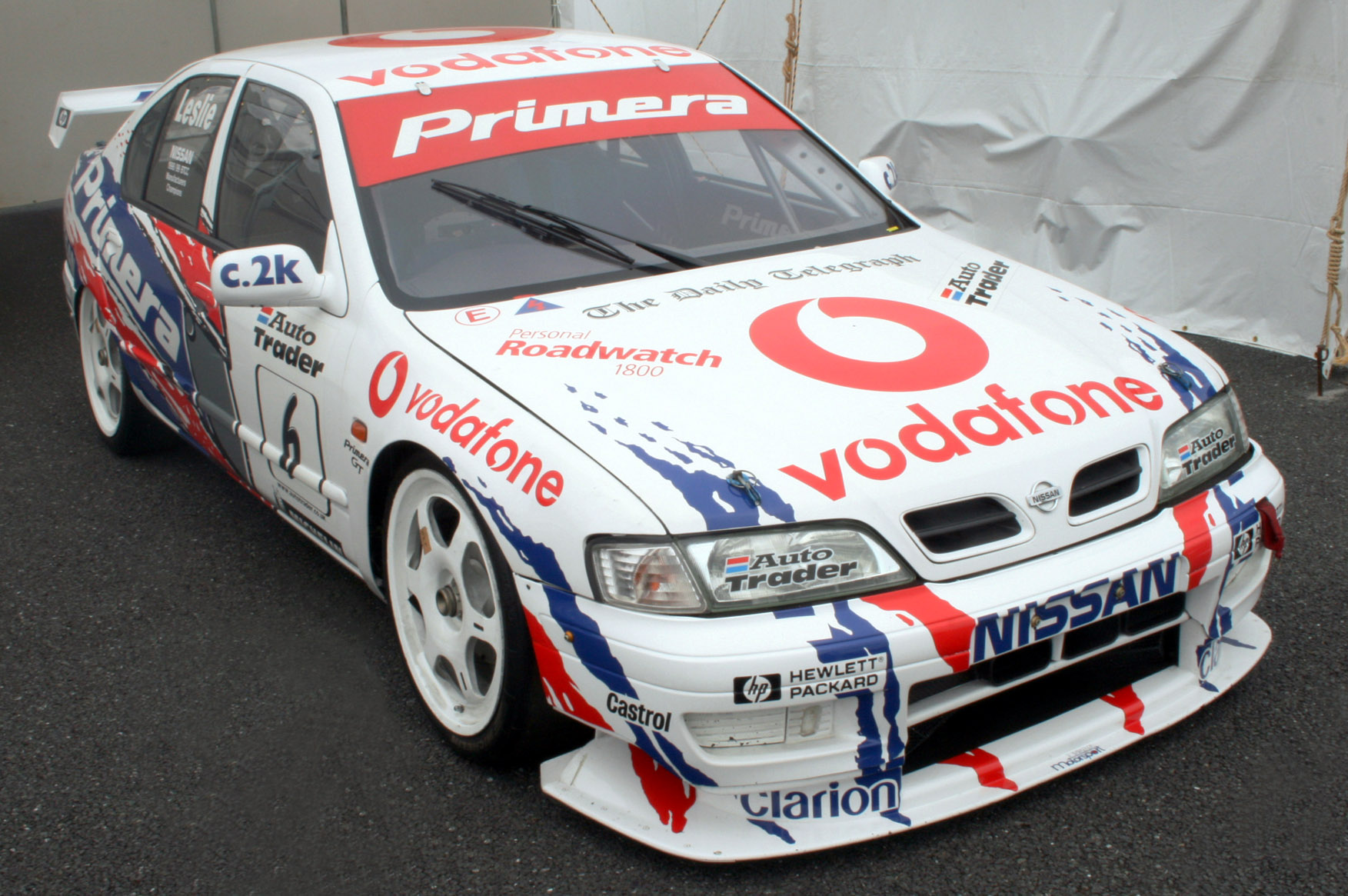
Primera GT der BTCC-Saison 1999

Der Nissan Primera P11 wurde ab 1997 im weltweiten Tourenwagensport in verschiedenen Rennserien eingesetzt und wurde auf der Basis des Serienmodells Primera GT entwickelt. So trat er beispielsweise in Schweden, Südafrika (Fahrer- und Markentitel 1997–1999), Japan und der Türkei an. Aber auch in der deutschen STW-Rennserie und der britischen Tourenwagen-Meisterschaft (BTCC) war der Primera vertreten. Die Fahrzeuge waren frontgetrieben, wurden von der Firma Ray Mallock Limited aufgebaut und leisteten 320 PS mit dem auf Rennen optimierten SR20DE-Motor.
In der BTCC holten die Renn-Primera in der Saison 1998 die Marken-Meisterschaft und erreichten mit Anthony Reid einen 2. Platz in der Fahrerwertung. Im Folgejahr konnte sich Nissan erneut die Konstrukteurs-Meisterschaft sichern und die Fahrer Laurent Aïello und David Leslie errangen die Plätze eins und zwei in der Fahrermeisterschaft. Mit diesem Erfolg hatte Nissan seine Ziele erreicht und der Hersteller verließ anschließend die Rennserie.
In der laufenden 1997er Saison der STW wurde der Renn-P11 das erste Mal als Ersatz für die veralteten Vorgänger P10 eingesetzt. Damit konnte Nissan seine Erfolge steigern und verließ nach der bisher erfolgreichsten Saison 1998, in der die Fahrer Roland Asch und Michael Krumm im Gesamtklassement die Plätze 8 und 9 belegen konnten, diese Rennserie.